# 山村良豊
山村 良豊（やまむら たかとよ）は、尾張藩の重臣(大年寄)。木曽代官・福島関所関守。

## 生涯
慶長11年（1606年）、山村良勝の次男として誕生。
慶長19年（1614年）、大坂冬の陣の時に9歳であったが、父の義勝に伴われ京都二条城において徳川家康に拝謁した際に、山村用済伜三九郎と名乗り、利発なる生れと賞められた。
元和元年（1615年）、木曽谷が尾張藩領に移管されたため、山村甚兵衛家は幕府の旗本(交代寄合)ではなくなり、尾張藩の重臣(大年寄)となった。
寛永6年（1629年）、父の隠居を受けて家督を継いだ。
家臣を派遣して南部駒の牝馬30頭を購入し、木曽馬の改良をはかった。
正保2年(1645年)4月17日、山村代官屋敷が焼失、尾張藩主徳川義直より見舞状並びに榑木(くれき)3万挺が下附された。
正保3年3月(1646年)、徳川義直より福島関所の守衛上騎馬同心4人(1人に付40石)の給米160石、足軽40人給(1人に付4両3分)190両の給付を受けた。
寛文2年(1662年)、中津川代官所へ木曽福島の木曾代官所から代官を派遣するようにした。
中津川代官所は、木曽福島の木曾代官所の支所的なもので、恵那郡内の知行所の年貢収納が第一の用務であり、これを主として春の宗門改め、川除け見分、秋の検見役などを行った。
この様な実務的処理が中心であった。すなわち下役の者が村を廻り年貢米の処置について勘定所へ通知の上で、払下代金を処理して、勘定仕上帳を下役名印奥書で調製し、村方からの請願書も下役宛名で出させており、それぞれを中津川代官所が裁許した。
しかし、重要事項や臨時の事件については木曽福島の木曾代官所に申達して年寄(家老)の指図を請けた。
寛文4年(1664年)、尾張藩は初めて谷中巡見を行い、普請奉行の大村源兵衛らを派遣し、村々の実情山林の調査を行い、寛文5年(1665年)林制改革を断行して、山林・川狩とも尾張藩直轄とし、上松原畑に上松材木奉行所を置いた。
これにより山村甚兵衛家の木曽支配は地方(ぢかた)のみとなった。また留山の指定をし禁林区域とした。
寛文7年(1667年)、江戸金杉の屋敷地が新堀になることになり、その替地を芝増上寺南にて2,433坪を拝領した。
延宝8年（1680年）、死去。享年75。家督は長男・良忠が継いだ。